# Moschee Tempe

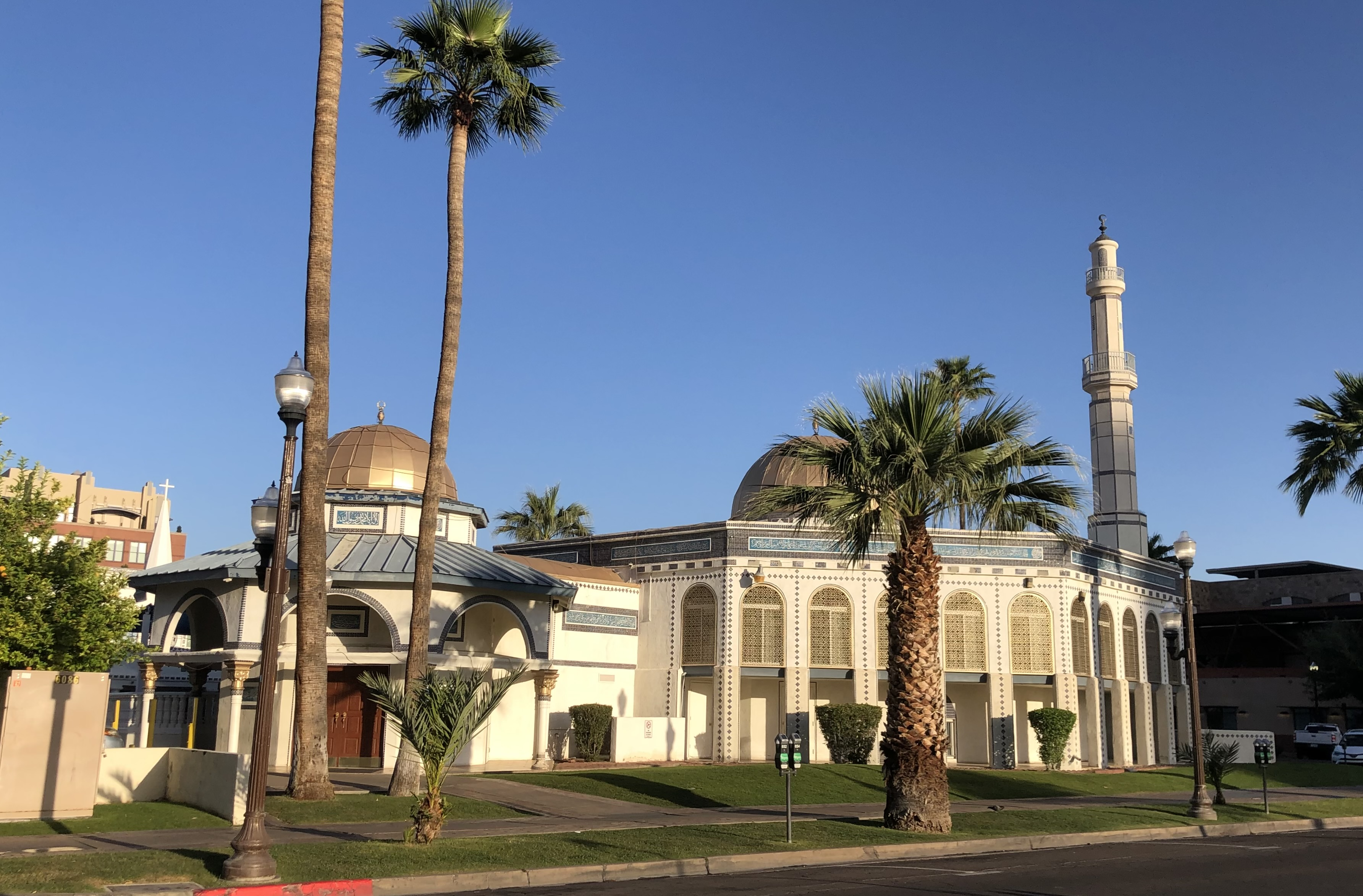
Moschee Tempe, 2023

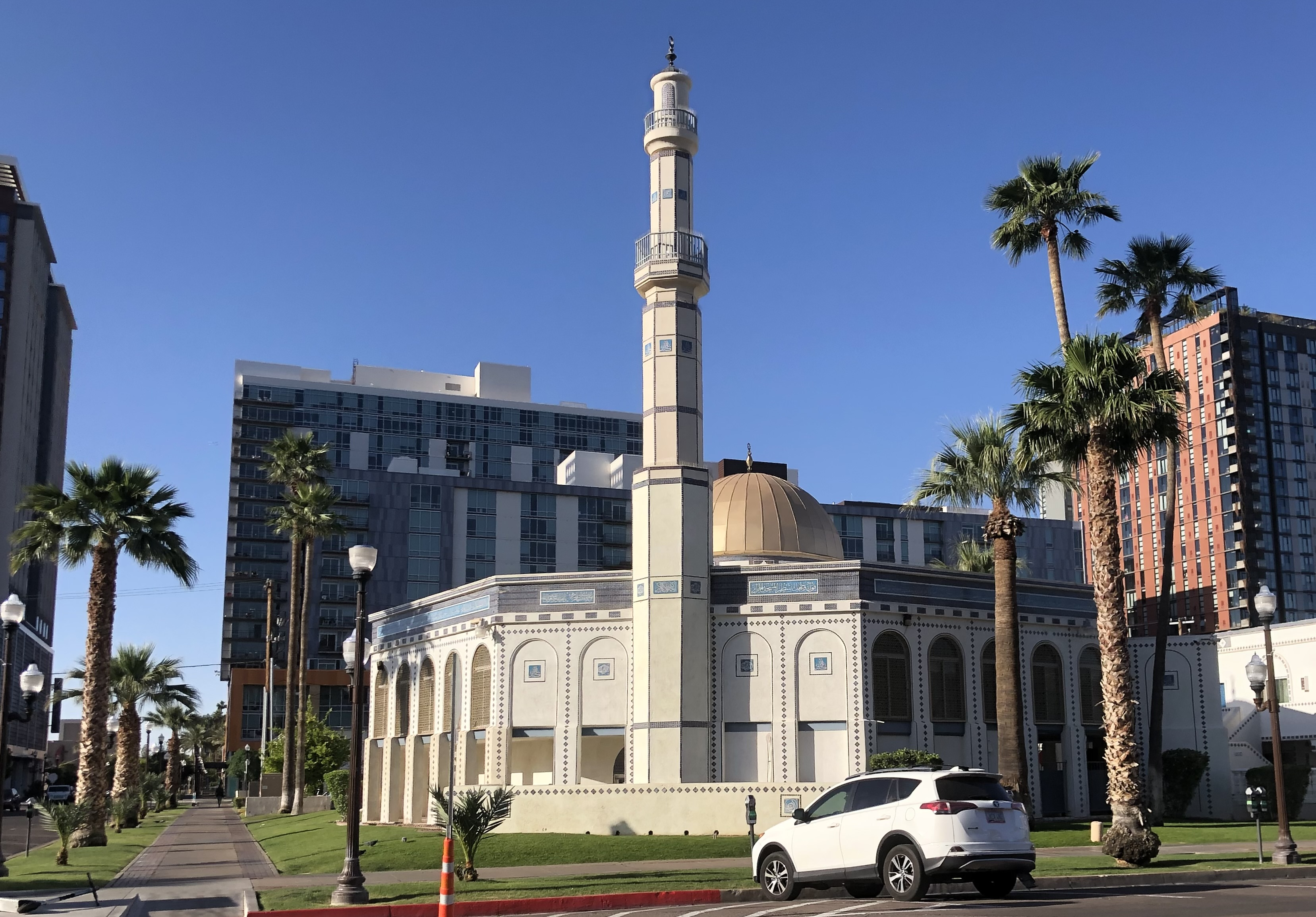
Blick von Norden

Die Moschee Tempe (englisch Tempe Mosque bzw. Islamic Community Center of Tempe) ist eine Moschee in Tempe in Arizona.

## Lage
Die Moschee befindet sich im Stadtzentrum von Tempe an der Ecke der nördlich verlaufenden E 6th Street und der östlich einmündenden S Forest Avenue an der Adresse 131 E 6th Street. Etwas weiter südöstlich erstreckt sich der Campus der Arizona State University.

## Architektur und Geschichte
Errichtet wurde die Moschee im Jahr 1984. Sie ist damit eine der ältesten Moscheen der Region. Als Architekt war M. Afzal Ebrahim tätig. Architektonisch wurde traditionell gebaut und die Gestaltung des Felsendoms in Jerusalem zitiert. Der Grundriss ist achteckig, bekrönt wird der Bau von einer vergoldeten Kuppel, an der Nordostseite besteht ein Minarett. Verziert ist das Gebäude mit Kacheln, auf denen Koranverse kalligraphisch wiedergegeben sind. 
Vor der Fertigstellung der Moschee versammelten sich die Muslime der Region in privaten Häusern oder besuchten Moscheen im nahe gelegenen Phoenix.
Die Gemeinde ist vielfältig zusammengesetzt und umfasst auch Mitglieder mit Migrationshintergrund aus mehr als 75 Nationen. Sie betreibt eine eigene Schule und bietet soziale Dienstleistungen und auch Bestattungen an. Im Gebäude besteht eine kleine Bibliothek.